# 鵟亞科
鵟亞科（Buteoninae）是鷹形目鷹科內的一亞科，其內物種為中大型、翅膀寬大的猛禽。
鵟亞科包含至少50個物種，其間的外觀與形態有顯著的差異。原本，鵟亞科內也包含了鷹科內的其他物種，如真鵰亞科，但現在透過對粒線體DNA的研究顯示，此一亞科比之前的分類來得要小。

## 分類
- 鵟屬 Buteo (可能為並系群，其內部分物種可能可歸入南美鵟屬及栗翅鷹屬內)
- 栗翅鷹屬 Parabuteo
- 黑領鷹屬 Busarellus
- 鵟鷹屬 Butastur
- 雞鵟屬 Buteogallus
- 鉛灰南美鵟屬 Cryptoleucopteryx
- 鵟鵰屬 Geranoaetus
- 蜥鵟屬 Kaupifalco
- 南美鵟屬 Leucopternis
- 横斑南美鵟屬 Morphnarchus
- 白南美鵟屬 Pseudastur